# Bandera de Jerusalén
La bandera de Jerusalén está basada en la bandera de Israel. Muestra dos franjas azules horizontales que recuerdan el talit (el manto de rezo judío). En el centro está el emblema de Jerusalén, que consiste en un escudo con el León de Judá sobrepuesto sobre un fondo estilizado que representa el Muro de las Lamentaciones, flanqueado a ambos lados con ramas de olivo. La palabra ירושלים (es decir, Yerushalayim, nombre en hebreo de la ciudad) aparece encima del escudo. A veces se utiliza una variante vertical durante las funciones ceremoniales.
La bandera fue adoptada en 1949 después de un concurso celebrado por el gobierno municipal de Jerusalén. Se convirtió en la "bandera de una Jerusalén unida" después de la Guerra de los Seis Días en 1967. 